# ルブロバクテル属
ルブロバクテル属（ルブロバクテルぞく、Rubrobacter、ルブロバクター属）はグラム陽性の真正細菌の一属。

## 特徴
放線菌の中でも好気性で放射線に耐性を持つ菌種が多い。

## 代表的な菌種
(R. aplysinae)
好気性グラム陽性細菌。
(R. bracrensis)
好気性グラム陽性細菌。
(R. calidifluminis)
好気性グラム陽性細菌。
(R. naiadicus)
好気性グラム陽性細菌。
(R. radiotolerans)
好気性グラム陽性細菌。放射線に耐性を持つ。
(R. taiwanensis)
好気性グラム陽性細菌。
(R. xylanophilus)
好気性グラム陽性細菌。